# Direttore creativo
Il direttore creativo (in inglese Creative director) è una figura professionale presente in agenzia pubblicitaria, editoria, industria dell'intrattenimento e comunicazione visiva. È responsabile dell'impostazione creativo/artistica dei lavori e coordina e supervisiona un team composto da direttore artistico, grafici, illustratori e copywriter.

## Videogiochi
Con l'aumento delle discipline più specializzate nell'industria dei videogiochi, alcuni autori di giochi vengono chiamati anche "direttore creativo", "esecutivo designer" o "regista del gioco". Un direttore creativo in un'azienda videoludica è, di solito, responsabile della progettazione e sviluppo dell'intera gamma di prodotti dell'azienda; alcuni esempi sono Peter Molyneux, Neil Druckmann e Shigeru Miyamoto.
Dal punto di vista accademico, un direttore creativo deve essere in possesso di una laurea, ma ci sono alcune circostanze in cui un'istruzione di scuola superiore focalizzata fortemente su aspetti come l'arte, la grafica, l'informatica e la matematica può essere accettabile e fornire una valida conoscenza agli studenti che aspirano ad ottenere questo ruolo. Alcune abilità che un direttore creativo, nell'industria dei videogiochi, deve avere sono: la conoscenza della programmazione informatica e dello sviluppo grafico (illustrazioni, opere d'arte) ed eccellenti capacità interpersonali e di scrittura (in quanto trattano molti altri clienti e dirigenti). L'ampiezza dello sviluppo di videogiochi è grande e costosa, e richiede un enorme team di persone specializzate con esperienza nella grafica, nell'animazione, nelle arti illustrative e nella programmazione.